# Hoofdstedelijke Schaakbond
De Hoofdstedelijke Schaakbond (afgekort H.S.) was een regionale schaakbond voor de stad Amsterdam. De Hoofdstedelijke Schaakbond ontstond op 12 mei 1955 als afsplitsing van de Amsterdamse Schaakbond. In maart 1969 werden de HS en de ASB herenigd in een fusie tot de Schaakbond Groot-Amsterdam.

## Geschiedenis

### Voorgeschiedenis
Voorheen waren alle Amsterdamse schaakverenigingen verenigd onder de Amsterdamse Schaakbond. Die bond was sinds 1928 ook aangesloten bij de Nederlandse Schaakbond.
Na de Tweede Wereldoorlog verslechterde de relatie tussen de ASB en KNSB. De oorzaak daarvan was dat de KNSB steeds hogere contributie ging vragen van de leden. Die contributie kwam grotendeels ten goede aan het reisfonds, dat gebruikt werd om reiskosten zo eerlijk mogelijk over de clubs te verdelen. De uitkeringen uit dat fonds kwamen echter vooral ten goede aan de provinciale bonden, waar soms grote afstanden afgelegd moesten worden. In Amsterdam speelde het reiskostenprobleem vrijwel niet, omdat de speellocaties dicht bij elkaar liggen. Binnen de ASB leidde dat bij menigeen tot onvrede, omdat men van de afgedragen contributie vrijwel niets terugzag. Bestuursleden van de ASB trachtten het conflict met de KNSB op te lossen, maar ontvingen nul op het rekest.
Op de gedelegeerdenvergadering van de ASB op 5 februari 1955 diende de gedelegeerde van Schaakclub Max Euwe een motie in om het lidmaatschap van de ASB op te zeggen. Het voorstel kreeg een meerderheid en de ASB ging onafhankelijk van de Schaakbond verder met een eigen competitie. S.C. Max Euwe werd door de Schaakbond uit de Hoofdklasse gezet.

### Oprichting Hoofdstedelijke Schaakbond
Niet alle Amsterdamse schaakverenigingen waren het ermee eens om het lidmaatschap van de KNSB op te zeggen. Als tegenreactie werd op 12 mei 1955 de Hoofdstedelijke Schaakbond opgericht, die zich wederom aansloot bij de KNSB. J. Caro werd aangesteld als de eerste voorzitter.
Veertien verenigingen sloten zich direct bij de nieuwe bond aan: Amstel Schaakkring, Amsterdamsche Schaakclub, Caïssa, DOS, R.K. Schaakclub De Pion, Shell, Utile Dulci, Universitaire Sportvereniging, Verenigd Amsterdams Schaakgenootschap, V.V.G.A., Watergraafsmeer, Weesper Schaakclub, Werkspoor en Het Westen.
De eerste jaren na de splitsing bestonden er vijandelijkse spanningen tussen beide bonden. Leden van de H.S. die deelnamen aan activiteiten van de ASB, konden worden geroyeerd, wat in enkele gevallen ook is gebeurd. Clubs van de verschillende bonden weigerden tegen elkaar te spelen.
In zijn 14-jarige bestaan was de Hoofdstedelijke Schaakbond betrokken bij de organisatie van diverse belangrijke toernooien zoals het Danlon-schaaktoernooi, het Nederlands Kampioenschap Schaken 1957, het Nederlands Kampioenschap Schaken 1958 en de GAK-zeskamp in 1963.

### Voorzitter in opspraak
In 1958 kwam Theo Luns, voorzitter van de Hoofdstedelijke Schaakbond en tevens penningmeester van de Amsterdamsche Schaakclub, in opspraak omdat hij tijdens een vergadering van de Nederlandse Schaakbond de topspelers profiteurs had genoemd en wees op contributieschuld van deze topspelers. Naar men aanneemt doelde hij daarbij op Max Euwe, die als erelid van de Amsterdamsche Schaakclub geen contributie hoefde te betalen. Euwe voelde zich door de opmerkingen van Luns gekrenkt en trok zich terug als bestuurslid van de Schaakbond en als lid van de ASC.
Het leverde een conflict op dat breed werd uitgemeten in de pers en verschillende schaakcoryfeeën verklaarden zich loyaal met Euwe. Zo trad Chris van Weezel terug als voorzitter van de ASC, terwijl de spelers Hans Bouwmeester en Lodewijk Prins bedankten voor het lidmaatschap van de ASC als Luns zou aanblijven. Na excuses van de kant van Luns besloot Euwe nog aan te blijven als bestuurslid en zijn erelidmaatschap aan te houden. Niettemin legde Luns zijn functies onder druk neer. Nicolaas Cortlever werd gekozen als zijn vervanger.

### Toenaderingspogingen
Vanaf de jaren 60 gingen de emoties die ten grondslag lagen aan de afsplitsing weer liggen en ontstond binnen de Amsterdamse schaakwereld het gevoel dat beide bonden weer moesten samengaan. Een belangrijke gebeurtenis die daaraan heeft bijgedragen was het samengaan van de schaakverenigingen Euwe en Morphy onder de naam MEMO. Euwe was binnen de ASB de initiator van de breuk met de KNSB. De fusieclub MEMO ging echter weer onder de auspiciën van de H.S. (en dus de KNSB) spelen.
Regelmatig zochten de Amsterdamse Schaakbond en de Hoofdstedelijke Schaakbond elkaar op om een hereniging te beproeven. In 1961 werd de KNSB uitgenodigd om voorstellen hiertoe te doen. Deze werden door de ASB als niet-acceptabel bevonden.
In 1965 kwamen de ASB en de HS tot een principeakkoord over de voorwaarden voor de hereniging, maar dit lag de KNSB dwars.
Na enkele toenaderingspogingen lukte het in 1969 eindelijk om alle neuzen dezelfde kant op te krijgen en gingen beide bonden weer samen onder de naam Schaakbond Groot-Amsterdam. De hereniging kwam tot stand dankzij het werk van de Amsterdamse wethouder voor sportzaken, Harry Verheij, die daarmee een erelidmaatschap van de SGA verdiende. Beide bonden maakten het seizoen nog af. De SGA-competitie ging per het seizoen 1969/70 van start.

## Competitie
De Hoofdstedelijke Schaakbond organiseerde ook een clubcompetitie. Verenigingen die bij deze bond waren aangesloten konden teams inschrijven. De kampioen van de Hoofdstelijke competitie mocht play-off wedstrijden spelen tegen een degradatiekandidaat uit de Tweede Klasse van de KNSB-competitie.  

### Kampioenen
- 1955/56: VVGA II
- 1956/57: Onbekend
- 1957/58: Schaakclub Watergraafsmeer
- 1958/59: ASC II
- 1959/60: VAS III
- 1960/61: VVGA II[13]
- 1961/62: VAS IV
- 1962/63: Utile Dulci
- 1963/64: Utile Dulci
- 1964/65: ASC II
- 1965/66: ASC II
- 1966/67: Schaakclub Watergraafsmeer II
- 1967/68: De Pion I
- 1968/69: Zukertort